# Diocèse d'Alcalá de Henares
Le diocèse d'Alcalá de Henares (en latin : Dioecesis Complutensis ; en espagnol : diócesis de Alcalá de Henares) est une Église particulière de l'Église catholique en Espagne, basé à Alcalá de Henares. Érigé en 1991, le diocèse est suffragant de l'archidiocèse métropolitain de Madrid. Depuis 2023, l'évêque diocésain d'Alcalá de Henares est Antonio Prieto Lucena (en).

## Territoire
Le diocèse d'Alcalá de Henares couvre cinquante-quatre communes de la communauté autonome de Madrid.
Il compte en 2024 quatre-vingt-quatorze paroisses répartis en 10 archidiaconés : Alcalá Norte, Alcalá Sur, Algete, Arganda del Rey, Coslada–San Fernando, Daganzo, Rivas-Vaciamadrid, Torrejón de Ardoz, Torres de la Alameda et Villarejo de Salvanés. 

## Histoire
Par la bulle In hac Beati Petri cathedram du 23 juillet 1991, le pape Jean-Paul II rétablit le diocèse.

## Cathédrale
La cathédrale d'Alcalá de Henares, dédiée aux saints Just et Pasteur, est la cathédrale du diocèse.

## Évêques
- 1991-1998 : Manuel Ureña Pastor
- 1999-2008 : Jesús Esteban Catalá Ibáñez
- 1999-2022 : Juan Antonio Reig Plá
- 2022-2023 : Jesús Vidal Chamorro (administrateur apostolique)
- depuis 2023 : Antonio Prieto Lucena (en)

## Curiosités
Le diocèse compte un groupe pop-rock de musique catholique appelé La Voz del Desierto, composé de trois prêtres diocésains et de quatre laïcs. Ce groupe musical né en 2004 a donné des concerts dans toute l'Espagne, aux États-Unis et au Panama, participant deux fois avec leur musique aux Journées mondiales de la Jeunesse.